# Hauptstrasse 16
Die Hauptstrasse 16 ist eine Hauptstrasse in der Schweiz und im Fürstentum Liechtenstein.
Sie beginnt in Tägerwilen an der Grenze zu Deutschland bei Konstanz und verläuft durch das Toggenburg, das Rheintal und das Fürstentum Liechtenstein und endet in Schaanwald an der Grenze zu Österreich bei Feldkirch.

## Verlauf
Die Strasse beginnt beim Tägermoos in Tägerwilen an der Grenze zu Deutschland am Gottlieber Zoll, durch eine kleine Verbindungsstrasse mit der Bundesstraße 33 verbunden. Von dort aus verläuft die Strasse über den Seerücken ins Thurtal bei Märstetten, anschliessend durch das Fürstenland bis Wil SG.
Von dort aus verläuft sie entlang der Thur bis Wildhaus. Dabei werden, begleitet durch parallel als Autostrasse signalisierte Umfahrungsstrassen, alle Orte mit Ausnahme von Neu St. Johann/Nesslau und Stein umfahren.
Vom 1090 m ü. M. gelegenen Wildhauserpass aus führt die Strasse in das Rheintal hinunter nach Gams und Buchs. Zwischen Buchs und Schaan überquert die Strasse den Rhein und gelangt ins Fürstentum Liechtenstein. Dort verläuft die Strasse über Schaan und Schaanwald an die Grenze zu Österreich bei Feldkirch, wo sie als Liechtensteiner Straße weiterverläuft.
Die Gesamtlänge dieser meist nicht richtungsgetrennten Durchgangsstrasse beträgt rund 103 Kilometer, davon befinden sich rund 9 Kilometer in Liechtenstein.

## Geschichte

### Liechtenstein
Die Deutsche Strasse von Feldkirch über Schaan nach Chur wurde 1786 fertiggestellt. In Österreich wird sie heute als Liechtensteiner Strasse bezeichnet.

### St. Gallen
Beda Angehrn, Abt des Klosters St. Gallen, förderte den Strassenbau in seinem Territorium. Zwischen 1774 und 1787 entstand die Toggenburgerstrasse zwischen Wil und Wattwil. Diese Strasse durchquerte die Grafschaft Toggenburg und verband sie mit der Stadt Wil im Fürstenland. Die Toggenburgerstrasse lag vollständig auf dem Territorium der Fürstabtei, was den Handel in Friedenszeiten und die Militärtransporte in Kriegszeiten vereinfachte.
Die Staatsstrasse von Gams nach Liechtenstein wurde erst 1836 vollendet, als die Sümpfe des Alpenrheintals infolge der Rheinkorrektion nicht mehr überschwemmt wurden.

Auf dem St. Galler Abschnitt bildet die Hauptstrasse mit Ausnahme der Teilstücke, für die eine Umfahrung existiert, die Kantonsstrasse 13 Wil–Haag. Etappenweise wurden zwischen 1963 und 2022 im Kanton St. Gallen entlang der Hauptstrasse Ortsumfahrungen eröffnet:
|              | Abschnitt                                           | Umfahrung                    | Eröffnung | Zustand    |
| ------------ | --------------------------------------------------- | ---------------------------- | --------- | ---------- |
|              | «Netzergänzung Nord»                                | Umfahrung Wil/Bronschhofen   |           | Idee       |
| Autostrasse  | Bazenheid Cholberg – Bazenheid Süd                  | Umfahrung Bazenheid          | 2006      | in Betrieb |
| Autostrasse  | Bütschwil Engi – Neudietfurt                        | Umfahrung Bütschwil          | 2020      | in Betrieb |
| Autostrasse  | Neudietfurt – Wattwil Flooz                         | Umfahrung Lichtensteig       | 1983      | in Betrieb |
| Autostrasse  | Wattwil Flooz – Wattwil Brendi                      | Umfahrung Wattwil, 1. Etappe | 1993      | in Betrieb |
| Autostrasse  | Wattwil Brendi – Ebnat-Kappel Stegrüti              | Umfahrung Wattwil, 2. Etappe | 2022      | in Betrieb |
| Autostrasse  | Ebnat-Kappel Stegrüti – Ebnat-Kappel Ebnaterstrasse | Umfahrung Ebnat-Kappel       | 1969      | in Betrieb |
| Hauptstrasse | Krummenau Trempel – Krummenau Egg                   | Ortsumfahrung Krummenau      | 1973      | in Betrieb |
| Hauptstrasse | Dorfstrasse Alt St. Johann                          | Ortsumfahrung Alt St. Johann | ~1963     | in Betrieb |
| Hauptstrasse | Sändli – Anstieg Wildhaus                           | Ortsumfahrung Unterwasser    | 1963      | in Betrieb |

Die Autostrasse verläuft somit von Wil-Süd bis Ebnat-Kappel, unterbrochen von einem Teilabschnitt bei Lütisburg zwischen Bazenheid und Bütschwil. Alle Ortszentren zwischen Wil und Wildhaus mit Ausnahme von Nesslau-Neu St. Johann und Stein SG werden umfahren.

### Thurgau
Der Thurgau war bis 1803 eine gemeine Herrschaft, also ein rechtloses Untertanengebiet, das von den eidgenössischen Stadtstaaten gemeinsam verwaltet wurde. Seit 1803 durfte der neugegründete Kanton Thurgau selbst über seine Steuereinnahmen verfügen und beschloss ein umfangreiches Strassenbauprogramm. 1806 beschloss die Regierung den Bau einer Strasse zwischen Märstetten und Wil. 1811 fiel die Entscheidung für den Bau einer Strasse zwischen Wäldi und Märstetten.